# De Havilland Aircraft of Canada Limited
De Havilland Aircraft of Canada Limited est une entreprise canadienne spécialisée dans la construction aéronautique. Depuis 2018, elle est la propriété de Longview Aviation Capital.

## Histoire
Le constructeur aéronautique canadien basé à Toronto est créée en 1928 par la compagnie britannique de Havilland Aircraft. Cette dernière est rachetée par Hawker Siddeley en 1960 comme une filiale, puis complètement absorbée en 1963.
Au cours des années 1970, la De Havilland Canada éprouva des difficultés lorsque les compagnies aériennes régionales ne créèrent pas la forte demande espérée pour leur nouveau Dash 7. En 1974, le gouvernement fédéral racheta la société à ses propriétaires britanniques, en fit une société de la Couronne et investit dans la recherche et le développement. Mais ce n’est qu’en 1978, alors que les compagnies aériennes sont confrontées à la déréglementation aux États-Unis et à des coûts de carburant plus élevés, que les ventes du Dash 7 commencèrent à grimper. DHC fut ensuite privatisée dans les années 1980 et vendue à Boeing en 1986.
En 1991, le projet de rachat par l’Aérospatiale et Alenia est refusé par la Commission européenne car il aurait créé une position dominante sur le marché des avions à turbopropulseurs. DHC est racheté l’année suivante par Bombardier Aéronautique qui l'a sauvé de la faillite puis rendu rentable. L'annonce du rachat a lieu le 22 janvier 1992,.
Les certificats de type des DHC-1 à DHC-7 ont été vendus à Viking Air en 2006. Seul le DHC-6 Twin Otter est toujours en production. En novembre 2018, la société de portefeuille de Viking Air, Longview Aviation Capital, a annoncé l'acquisition du programme Q400, ainsi que des droits sur le nom et la marque de commerce de Havilland. L'accord, qui fut clôt le 3 juin 2019 à la suite de l'approbation réglementaire, a ramené pour la première fois depuis des décennies toute la gamme de produits de Havilland sous la même bannière sous le nom d'une nouvelle société de portefeuille dénommée De Havilland Aircraft of Canada Limited, incluant la gamme d’avions Dash 8.

## Avions

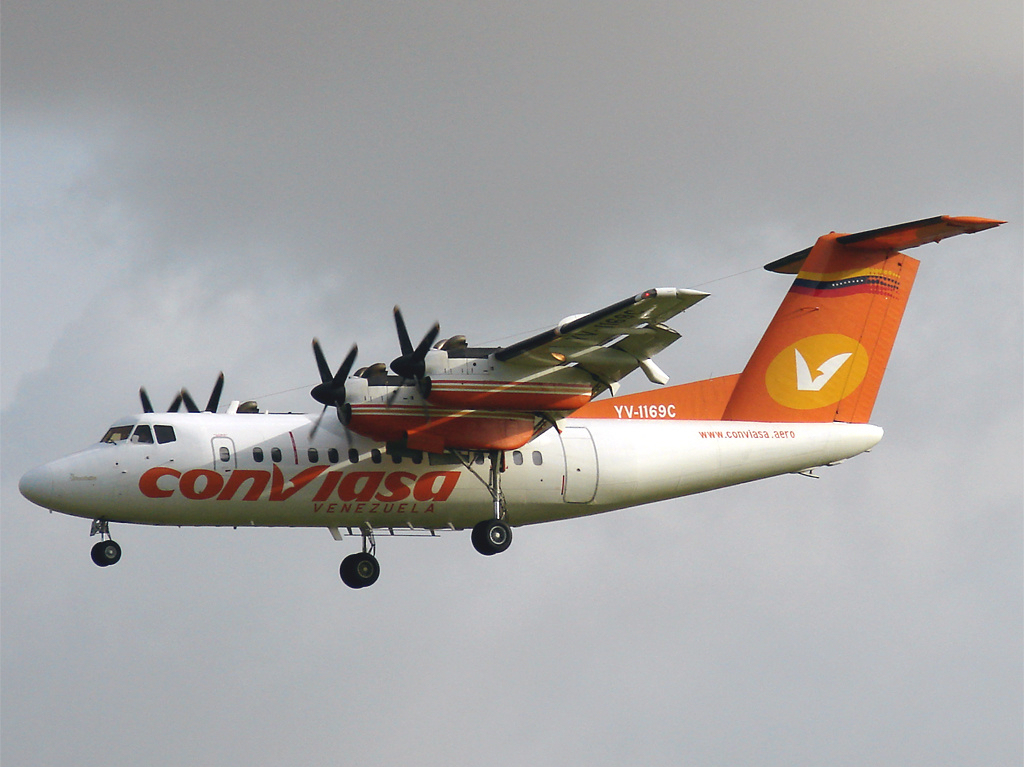
de Havilland Canada Dash 7.

- de Havilland DH.60 Moth - pour la RAF et la RCAF
- de Havilland DH.98 Mosquito - sous licence
- CS2F Tracker - pour la Marine royale canadienne sous licence Grumman
- DHC-1 Chipmunk
- DHC-2 Beaver
- DHC-3 Otter
- DHC-4 Caribou
- DHC-5 Buffalo
- DHC-6 Twin Otter
- DHC-7 Dash 7
- Bombardier Q Series aussi appelé DHC-8 Dash 8.

## Concurrence
- Avions de transport régional
- Embraer